# Albrecht Metzger

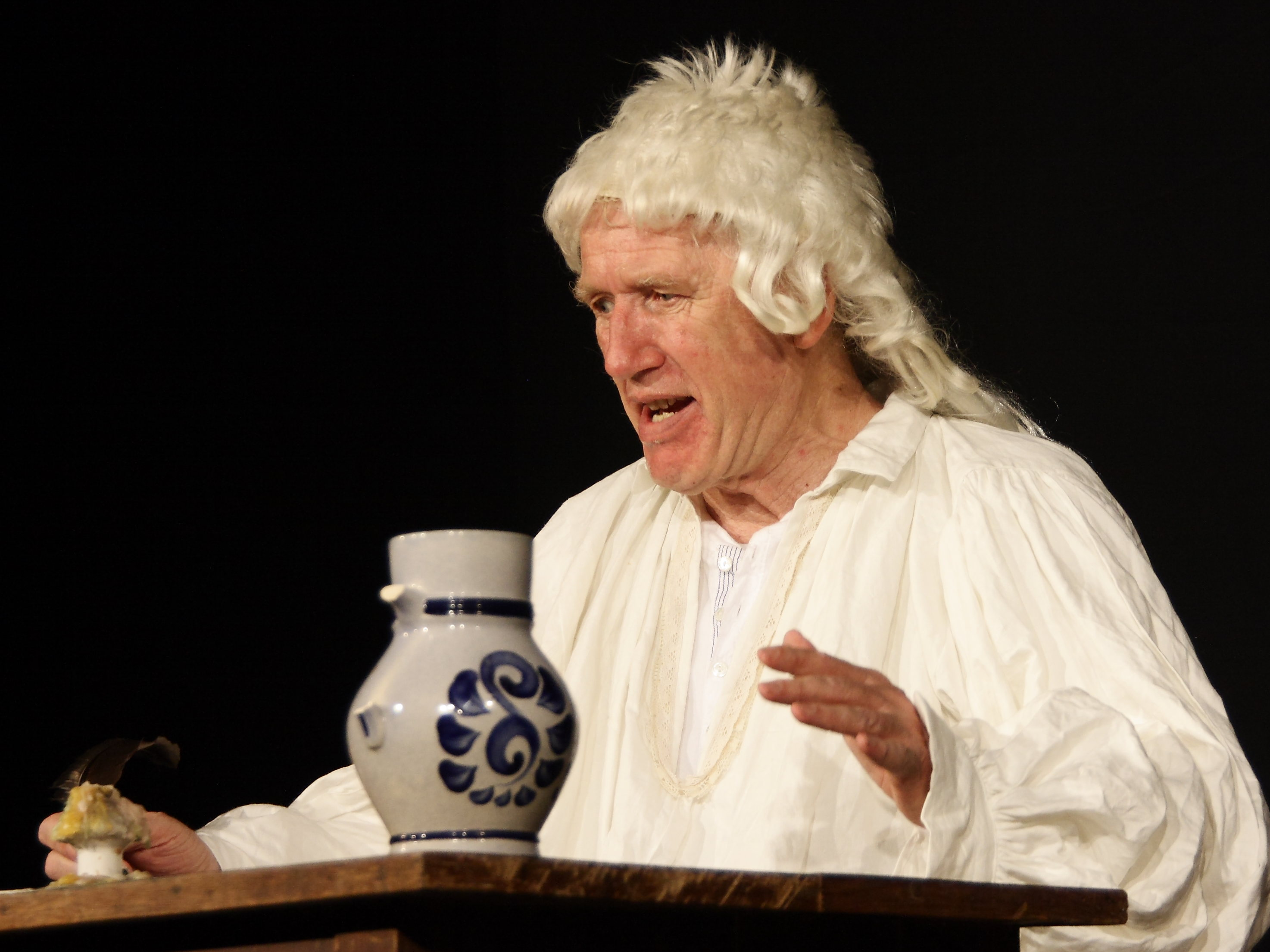
Albrecht Metzger als Friedrich Schiller in Komm Du bloß hoim! Reloaded im Kult, Niederstetten, 2012

Albrecht Metzger (* 1945 in Stuttgart) ist ein deutscher Moderator, Journalist und Kabarettist. 

## Werdegang
Albrecht Metzger war in den 1970er Jahren Redakteur der SDR-Jugendsendung Jour Fix und Moderator von Diskuss und Teamwörk, bevor er durch die Rock-Musiksendung Rockpalast des WDR einem breiten Publikum bekannt wurde. Er war ab 1974 der erste Moderator der Studiosendungen. 
Zusammen mit Alan Bangs war er Moderator der langen Rockpalastnächte, in der er die Bands mit dem rituellen Satz „German Television proudly presents – Liebe Freunde, heute bei uns zu Gast live im Rockpalast: …“ ankündigte.
1977 wechselte Metzger von Stuttgart nach West-Berlin und spielte dort bis 1982 im Kinder- und Jugendtheater Rote Grütze in dem Stück Mensch ich lieb dich doch den Sozialarbeiter Rocky. Als Autor und Regisseur drehte Metzger mehr als 40 Dokumentarfilme für die ARD. Bei Radio 100 moderierte er Ende der 80er die Musikshow Potsdamer Hof. Als Kabarettist gründete Metzger 1988 in Berlin die Schwabenoffensive Berlin, die sich mit Schwaben in Berlin beschäftigt.
Er tourte mit seinem Soloprogramm Spätzle liebt Bulette durch die deutschen Kleinkunstbühnen.
Im Internetradio silverdisc.de moderierte er an jedem Ersten des Monats die „definitive Rock-Musik-Vinyl-Show“' Knistern und Rauschen.
Seit 2018 präsentiert er auf dem Berlin-Brandenburger Radiosender 88vier an jedem dritten Mittwoch im Monat seine Musiksammlung.